# Koichi Hashimoto
Koichi Hashimoto - em japonês, 橋本 幸 - Hashimoto Koichi (Tóquio, 13 de janeiro de 1969) é um ex-futebolista japonês que atuava como volante.
Ficou famoso por ter sido o primeiro asiático a jogar no Corinthians, em 1993.

## Carreira
Em 1983, de férias em São Paulo, conseguiu através de um tio a realização de um teste no Corinthians, mas a necessidade de voltar ao Japão em virtude das aulas atrapalhou. Voltou ao Brasil no ano seguinte, agora para o XV de Jaú, onde foi titular na base, disputou a Copa São Paulo e foi campeão paulista juvenil.
Subiu para o profissional com 18 anos, estreando contra o Juventus, na Rua Javari, em agosto de 1987.
Passou por clubes menores, como Comercial-MG e Central de Caruaru-PE, e até regressou ao Japão para defender o Jeff United.
No entanto, uma fratura em um dos pés o trouxe novamente ao Brasil para fazer tratamento e retornar aos gramados, no Nacional, onde, ao lado de Dodô no time, foi um dos destaques do time em um amistoso contra o São Paulo, no CT da Barra Funda, e chegou a ser convidado pelo preparador físico Altair Ramos a realizar um período de testes no Tricolor.
Em 1993, foi contratado pelo Corinthians, onde jogou até 1994. Não disputou nenhum jogo oficial durante sua passagem pelo Timão, tendo participado apenas de amistosos e partidas pela equipe de aspirantes - foi relacionado para uma partida contra o Flamengo, porém uma lesão no joelho impediu o volante de atuar.
Em 1995, retornou ao seu país natal e jogou por Kashiwa Reysol, Fukushima FC e JEF United, além de uma curta passagem no futebol dos Estados Unidos (San José Earthquakes, em 1996).
Retornou ao Brasil em 1999, defendendo Juazeiro, Paraná Clube, Santa Cruz e Luziânia, onde encerrou a carreira em 2002.
Atualmente atua como empresário.